# Шамшы (Нарынская область)
Шамшы (кирг. Шамшы) — высокогорное село Кочкорского района. Входит в состав Кум-Дебенского аильного округа в Нарынской области Кыргызской Республики.
Население в 2009 году составляло 2 067 человек.
Жители Шамшы занимаются, в основном, сельским хозяйством, в том числе разведением овец ценной тяньшанской породы.

## Известные уроженцы
- Ракиев, Замир Шейшенбекович (род.1978) — верховный муфтий Кыргызстана (2021—2024).